# گورهاى پهلوانان کهن
گورهاى پهلوانان کهن نقاشی‌ای است با رنگ روغن روی بوم اثر هنرمند رمانتیک آلمانی کاسپار داوید فریدریش که بین آوریل و اوت ۱۸۱۲ خلق شده است. این اثر همچنین با نام‌های گورهای جنگجویان آزادی‌خواه کشته‌شده و گور آرمینیوس نیز شناخته می‌شود و در حال حاضر در نگارخانهٔ هنر هامبورگ نگهداری می‌شود.
همان‌طور که عناوین جایگزین آن نشان می‌دهد، این اثر در دوره‌ای خلق شده که علاقهٔ تازه‌ای به آرمینیوس و مبارزهٔ او علیه رومی‌ها شکل گرفته بود، دوره‌ای که همچنین منجر به ساخت بنای یادبود هرمان شد.